# Xscape (альбом)
Xscape — дванадцятий студійний альбом американського поп-співака Майкла Джексона, випущений 13 травня 2014 року. 1 квітня альбом став доступний для передзамовлення на сервісах iTunes та Amazon.

## Історія запису
В альбом увійшли 8 раніше невиданих записів співака, що були записані у період з 1980 по 2008 роки.
Альбом поступив у продаж у двох варіантах: звичайний варіант з 8 переробленими композиціями та делюкс-видання, що також містить 8 оригінальних пісень, переробка «Love Never Felt So Good» з вокалом Джастіна Тімберлейка та 2 відео.

## Трекліст
| Стандартне видання | Стандартне видання                    | Стандартне видання                                              | Стандартне видання |
| #                  | Назва                                 | Автор                                                           | Тривалість         |
| ------------------ | ------------------------------------- | --------------------------------------------------------------- | ------------------ |
| 1.                 | «Love Never Felt So Good»             | Майкл Джексон, Пол Анка                                         | 3:54               |
| 2.                 | «Chicago»                             | Корі Руні                                                       | 4:05               |
| 3.                 | «Loving You»                          | Майкл Джексон                                                   | 3:15               |
| 4.                 | «A Place With No Name»                | Майкл Джексон, Девей Баннел, Dr. Freeze                         | 5:35               |
| 5.                 | «Slave To The Rhythm»                 | Ел Ей Рейд, Babyface, Деріл Сіммонс, Кевін Робертсон            | 4:15               |
| 6.                 | «Do You Know Where Your Children Are» | Майкл Джексон                                                   | 4:36               |
| 7.                 | «Blue Gangsta»                        | Майкл Джексон, Dr. Freeze                                       | 4:14               |
| 8.                 | «Xscape»                              | Майкл Джексон, Родні Джеркінс, Фред Джеркінс ІІІ, Лешой Деніеле | 4:04               |
| 34:25              |                                       |                                                                 |                    |

| Делюкс-видання (бонусні треки) | Делюкс-видання (бонусні треки)                                | Делюкс-видання (бонусні треки) |
| #                              | Назва                                                         | Тривалість                     |
| ------------------------------ | ------------------------------------------------------------- | ------------------------------ |
| 9.                             | «Love Never Felt So Good (original version 1980)»             | 3:19                           |
| 10.                            | «Chicago (original version 1999)»                             | 4:43                           |
| 11.                            | «Loving You (original version 1985)»                          | 3:02                           |
| 12.                            | «A Place With No Name (original version 2008)»                | 4:55                           |
| 13.                            | «Slave To The Rhythm (original version 1990)»                 | 4:35                           |
| 14.                            | «Do You Know Where Your Children Are (original version 1984)» | 4:39                           |
| 15.                            | «Blue Gangsta (original version 1998)»                        | 4:16                           |
| 16.                            | «Xscape (original version 2001)»                              | 5:44                           |
| 17.                            | «Love Never Felt So Good (feat. Justin Timberlake)»           | 4:06                           |
| 73:43                          |                                                               |                                |

| Делюкс-видання (бонусний DVD) | Делюкс-видання (бонусний DVD) | Делюкс-видання (бонусний DVD) |
| #                             | Назва                         | Тривалість                    |
| ----------------------------- | ----------------------------- | ----------------------------- |
| 1.                            | «Xscape Documentary»          | 23:18                         |
| 2.                            | «Xscape Documentary Outtakes» | 2:39                          |
| 25:57                         |                               |                               |

## Початковий трекліст
У березні 2014 анонсували перший трекліст альбому. Він містив у собі пісні «Can’t Get Your Weight Off of Me» та «I Was a Loser». Ці пісні були замінені на «Love Never Felt So Good» та «Loving You». Також бонусним треком повинна була стати перша демо-версія «Hollywood Tonight» 1999 року. Наразі ця демо-версія є в Інтернеті.